# Georg Oddner
Georg Mirskij Oddner, ursprungligen Georg Ohlsson, född 17 oktober 1923 i Stockholm, död 7 oktober 2007 i Malmö, var en svensk fotograf, manusförfattare, jazzmusiker och batterist. Han var en av Sveriges internationellt mest kända fotografer under 1900-talet och en av grundarna av bildgruppen Tio fotografer.

## Biografi
Georg Oddners mor var ryska och hette Julia Karabonowa. Hans far, Carl E Ohlsson, arbetade som läroverkslärare.
Oddner tydde sig tidigt till musiken, på bekostnad av bland annat studierna. Han tog aldrig realexamen, utan blev istället jazztrummis i Putte Wickmans sextett. Utöver det arbetade han på ett försäkringsbolag och läste kvällskurser på Konstfack 1940.
Åren 1944–1945 tjäntgjorde han i Svea livgarde och åren därefter livnärde han sig som jazzmusiker. Efter att ha sett en utställning med den amerikanska fotografen Richard Avedon bestämmer han sig för att bli fotograf. År 1950 lämnade han Sverige, sålde alla sina tillhörigheter, och köpte en enkelbiljett till USA för att satsa på fotografin. Med hjälp av ett introduktionsbrev från Sten Didrik Bellander lyckades han få arbete som assistent till Richard Avedon.
Han återvände snart till Sverige, och redan 1951 bosatte han sig i Malmö där han öppnade en fotostudio. De främsta områdena han arbetade med under den tiden var reklam, mode och reportage, med kunder som Katja of Sweden, Tornwalls och Jerseymodeller. Efter ett uppmärksammat reportage om Sovjetunionen i tidningen Veckojournalen erbjöds Oddner medlemskap i den exklusiva fotogruppen Magnum, men avböjde detta erbjudande. Han gör vid den här tiden även reportage från Latinamerika, Indien och Japan.
År 1955 gifte han sig och tillsammans med sin fru får han fyra barn. År 1956 gav han ut sin första bok. Året därpå vinner han pris på Venedigbiennalen och är den första fotografen som har en separatutställning på Malmö konstmuseum, vilket också var hans första separat. År 1958 följde en separatutställning på  Lunds konsthall och det är detta år som bildgruppen Tio fotografer grundas. I början av 1960-talet är han filmfotograf för de två danska filmerna Weekend (1962) och "To" (1964), där den första prisades som årets bästa film på Köpenhamns filmfestival. Han fortsätter sin karriär som filmare genom att från 1965 producera ett antal dokumentärfilmer för SVT, som I väntan på ål (1965), Klarinett och kamera en musikfilm i collageform om Putte Wickman (1973) och Den evige soldaten som var en stillbildsfilm (1974). År 1966 började han även samarbeta med Jan Troell och fungerade som konstnäriga rådgivare på bland andra Utvandrarna (1971) och Nybyggarna (1972). Under åren 1967-1970 gör han flera större utlandsreportage för tidskriften Vi från bland annat Sovjetunionen, Vietnam, Algeriet och Japan. År 1972 tilldelades han Statlig inkomstgaranti för konstnärer och han fortsätter att skriva och regissera för SVT, med Drömmare på besök (1978) och Fläckar av liv (1981), samtidigt som ha ställer ut nationellt och internationellt.
Oddner finns representerad vid bland annat Nationalmuseum i Stockholm.
Georg Oddner är begravd på Gamla kyrkogården i Malmö.